# Campbell's
Campbell Soup Company (ook wel bekend als Campbell's) is een van de grootste en bekendste producent van blikken soep en sauzen in de wereld. De producten worden verkocht in vrijwel alle landen ter wereld. Het bedrijf werd bekend door zijn 'gecondenseerde soep'; soep waaruit water was onttrokken en daardoor gemakkelijk te vervoeren en te gebruiken was en tegen een concurrerende prijs op de markt gezet kon worden. Campbell's verwierf wereldfaam door de voorstelling die popart-kunstenaar Andy Warhol van het soepblik maakte.

## Activiteiten
Campbell's is een winstgevend bedrijf met een jaaromzet van ongeveer US$ 8 miljard. Het heeft een gebroken boekjaar dat loopt tot 31 juli van het jaar. Bij het bedrijf werken zo’n 18.000 mensen.
Het bedrijf heeft de activiteiten verdeeld over drie bedrijfsonderdelen:
- Americas Simple Meals and Beverages. Hieronder vallen, onder andere: Campbell's soepen, pasta en bonen, Prego pastasauzen, Pace Mexicaanse sauzen, Swanson pluimvee in blik, Plum voeding en snacks en V8 sappen en dranken. Dit is het grootste onderdeel en vertegenwoordigt ruim de helft van de totale omzet.
- Global Biscuits and Snacks, inclusief Pepperidge koekjes en crackers, Arnott’s koekjes in Australië en de rest van Azië en Kelsen koekjes wereldwijd.
- Campbell Fresh, met Bolthouse Farms wortelen en gekoelde dranken en Garden Fresh salsa, hummus, dips en tortilla chips. Dit is het kleinste bedrijfsonderdeel met een aandeel van 10-15% van de totale omzet.

In Nederland was er een productie-site in Utrecht, die voornamelijk Royco- en Erasco-producten maakte in poedervorm voor de buitenlandse markt. Deze productielocatie werd in 2001 verkregen van Unilever. In 2010 werd de locatie verkocht aan Intertaste. Intertaste is op zijn beurt in 2018 overgenomen door Euroma, wat betekent dat de productie van locatie Utrecht in 2020 naar Zwolle zal verhuizen.
In België was er tot 2013 een productie-site in Puurs. De daar gemaakte producten worden meestal verkocht onder de naam "Devos Lemmens", men bereidt er onder meer mayonaises, koude sauzen, lichte sauzen, mosterd en tafelzuur zoals pickles, uitjes, augurken en kappertjes. CVC Capital Partners nam de locatie in Puurs over.
Hedgefonds Third Point heeft een aandelenbelang van 5,65% in Campbell's en drong in 2018 aan op de verkoop van het hele bedrijf. Het bestuur van Campbell's zag dit niet zitten, maar heeft in september 2018 wel de verkoop aangekondigd van het bedrijfsonderdeel Campbell Fresh en de activiteiten buiten Amerika. Deze onderdelen nemen een kwart van de omzet voor hun rekening.